# Port lotniczy Hof-Plauen
Verkehrslandeplatz Hof-Plauen (IATA: HOQ, ICAO: EDQM) – lotnisko położone w 6 km na południowy zachód od Hof, w kraju związkowym Bawaria, w Niemczech. Obsługuje również miasto Plauen.

## Linie lotnicze i połączenia
Obecnie nie ma regularnych połączeń do i z lotniska Hof–Plauen. Ostatnie połączenie było obsługiwane przez Cirrus Airlines na lotnisko we Frankfurcie i przestało oferować loty w styczniu 2012 roku.